# Томаш Маковски
Томаш Артур Маковски (пољ. Tomasz Artur Makowski, МФА [ˈtɔmaʃ ˈartur maˈkɔfsci]); 1970) пољски је библиотекар и историчар, директор Националне библиотеке Пољске и председник Државног савета за библиотеке, председник Савета за национални библиотечки фонд, те председник Савета за дигитализацију именованог од стране Министарства културе и националног наслеђа Пољске.

## Биографија
Томаш Маковски је запослен у Националној библиотеци Пољске од 1994. године. Пре именовања за генералног директора (2007) био је заменик директора за научно-истраживачки рад и начелник Одељења посебних фондова.
Члан је бројних пољских и међународних организација и институција: Европске библиотеке, Националног комитета програма Памћење света Унеско, Одбора Националног музеја у Кракову, Одбора Музеја књижевности, Одбора Института за књигу, Уредничког одбора часописа „Polish Libraries Today”.
Године 2005. био је кустос прве монографске изложбе посвећене Библиотеци Замојских.
Године 2001. на Универзитету „Стефан Вишински” у Варшави докторирао је тезом Библиотека великог краљевог хетмана и канцелара велике кроне Јана Замојског (1542-1605). Његова научна истраживања усмерена су пре свега ка историји библиотека и рукописа. Објавио је три књиге (1996, 1998, 2005) и бројне чланке.
Доцент је на Факултету историјских и друштвених наука Универзитета „Стефан Вишински”.